# Список плазунів Польщі
У цьому списку наведено всі види плазунів, які трапляються на території Польщі. Термінологія наведена відповідно до списку плазунів Європи від Європейської герпетологічної спілки (лат. Societas Europaea Herpetologica), або просто SEH. Сам список базується на даних електронного списку, що ведеться Інститутом охорони природи Академії наук Польщі (пол. Instytut Ochrony Przyrody Polskiej Akademii Nauk) і який є актуалізацією друкованої праці «Атлас земноводних та плазунів Польщі» (пол. Atlas Płazów i Gadów Polski). 
Загалом підтверджено проживання 13 видів (6 видів ящірок, 5 видів змій та 2 видів черепах), 10 родів, 6 родин та 2 рядів рептилій. 3 види —  Podarcis muralis, Natrix tesselata та Tracehemys scripta — не є представниками споконвічної автохтонної фауни, тобто є інтродукованими видами (поява N. tesselata не до кінця зрозуміла), до того ж T. scripta належить до інвазійних видів. Anguis colchica хоч і є частиною автохтонної фауни, до 2010 року вважалась підвидом Anguis fragilis, проте потім була піднята до видового статусу і також є «новим поповненням» в польському біорозмаїтті. Lacerta viridis досі наявна в списку, однак з 70-х років XX ст. невідомо про жодну її нову знахідку в Польщі.
Поширеність різних видів неоднакова. Наприклад, Lacerta agilis, Natrix natrix чи Vipera berus трапляються у всіх куточках країни. Натомість той же N. tesselata описаний лише один раз біля кордону з Чехією поблизу міста Цешин, а Emys orbicularis мешкає лише в деяких природних парках.
Як і в більшості країн, польські плазуни постійно зазнають негативного антропогенного впливу у вигляді зменшення придатних місць для проживання через урбанізацію та використання земель для аграрного сектору економіки. Люди також часто нищать плазунів через відчуття огиди чи страху, особливо це стосується гадюк.

## Список

### Легенда
Такі теги використані для позначення охоронного статусу кожного виду за оцінками Європейського Червоного списку та МСОП:
| NT | Near Threatened | Близький до загрозливого стану |
| LC | Least Concern   | В найменшій загрозі            |

Для більшості плазунів наведений їхній статус у ЄЧС (виділений жирним шрифтом – LC). Якщо європейський статус відсутній, то наведено глобальний (звичайним шрифтом – LC). Якщо і такий статус відсутній, то в клітинці стоїть прочерк («—»).
Під українською вернакулярною назвою рептилій наведена локальна вернакулярна назва (у випадку Польщі — польською), якщо така існує.

### Плазуни
| Українська назва/Локальна нава                    | Біноміальна назва                              | Родина     | Ряд        | Статус ЄЧС/МСОП | Ареал проживання | Зображення | Виноски                     |
| ------------------------------------------------- | ---------------------------------------------- | ---------- | ---------- | --------------- | --- | ---------- | --------------------------- |
| Веретільниця ламка (пол. Padalec zwyczajny)       | Anguis fragilis Linnaues, 1758                 | Anguidae   | Squamata   | LC              | Проживає на заході та південному заході країни, контактна зона з A. colchica пролягає на кордоні Східноєвропейської (A.colchica) та Середньоєвропейської (A. fragilis) рівнин. Доволі евритопний вид, його можна зустріти у мішаних та хвойних лісах, на лісових галявинах, гірських луках, але також у фруктових садах чи парках. |            | [ 6 ] [ 10 ] [ 11 ] [ 12 ]  |
| Веретільниця східна (пол. Padalec kolchidzki)     | Anguis colchica (Nordmann, 1840)               | Anguidae   | Squamata   | —               | Порівняно з A. fragilis, займає східну частину країни, умовна та досі неточна межа між ареалами проходить по кордонах Східноєвропейської (A. colchica) та Середньоєвропейської (A. fragilis) рівнин. Оселища подібні до тих, у яких проживає веретільниця ламка.                                                                   |            | [ 6 ] [ 13 ]                |
| Мідянка звичайна (пол. Gniewosz plamisty)         | Coronella austriaca Laurenti, 1768             | Colubridae | Squamata   | LC              | Розпорошено та неоднорідно поширена по всій країні змія, здебільшого трапляється на півдні та заході. Натрапити на неї можна на лісових галявинах, серед рідколісся та вирубок, кам'яних брил, на осипах, оголених скелях схилів, кам'янистих берегах річок.                                                                       |            | [ 14 ] [ 15 ] [ 16 ]        |
| Полоз ескулапів (пол. Wąż Eskulapa)               | Zamenis longissimus (Laurenti, 1768)           | Colubridae | Squamata   | LC              | У Польщі водиться лише в гірських південно-східних областях, у Бещадах. Полюбляє ліси у передгір'ях, також не цурається гущі поблизу річок, на змію можна натрапити і серед кам'яних руїн, на кам'янистих берегах, осипах. |            | [ 17 ] [ 18 ] [ 19 ]        |
| Ящірка прудка (пол. Jaszczurka zwinka)            | Lacerta agilis (Linnaues, 1758)                | Lacertidae | Squamata   | LC              | Поширений по всій Польщі вид, котрий полюбляє теплі території з не надто густою рослинністю, наприклад, узлісся, рідколісся, луки, у тому числі гірські, чагарники, сади, фермерські поля, часом і піщані місцини. |            | [ 20 ] [ 21 ] [ 22 ]        |
| Ящірка зелена (пол. Jaszczurka zielona)           | Lacerta viridis (Laurenti, 1768)               | Lacertidae | Squamata   | LC              | Потенційно зниклий на теренах Польщі вид — від 70-х років немає жодних підтверджених знахідок ящірки. Раніше вид хоч і фрагментарно, але можна було знайти в різних частинах країни. |            | [ 23 ] [ 7 ] [ 24 ]         |
| Ящірка мурова (пол. Murówka pospolita)            | Podarcis muralis (Laurenti, 1768)              | Lacertidae | Squamata   | LC              | Інтродукований вид, чиї знахідки описані у південно-східній частині країни поблизу кордону з Чехією (Нижньосілезьке та Опольське воєводства). Мешкає на скелях, серед осипів, у кам'яних руїнах, але також у чагарниках, виноградниках, фруктових садах.                                                                           |            | [ 25 ] [ 26 ]               |
| Ящірка живородна (пол. Jaszczurka żyworodna)      | Zootoca vivipara (Lichstein, 1823)             | Lacertidae | Squamata   | LC              | Ящірку можна побачити повсюдно в Польщі, але насамперед у її гірських частинах. Трапляється у різних типах оселищ, але найбільше полюбляє помірну температуру, серед типових місцин — хвойні та листяні ліси, узлісся, торф'яні болота, береги водойм.                                                                             |            | [ 27 ] [ 28 ] [ 29 ]        |
| Вуж звичайний (пол. Zaskroniec zwyczajny)         | Natrix natrix (Linnaues, 1758)                 | Natricidae | Squamata   | LC              | Змія водиться у всіх куточках Польщі. Існування тісно пов'язане з водоймами, полюбляє зарослі береги різноманітних озер, ставків, стариць, річок, також болота, але її можна зустріти і в лісах, садах чи парках на відносно далекій відстані від води.                                                                            |            | [ 30 ] [ 31 ] [ 32 ]        |
| Вуж водяний (пол. Zaskroniec rybołów)             | Natrix tessellata (Laurenti, 1768)             | Natricidae | Squamata   | LC              | У 2009 році плазуна один раз зареєстрували в басейні річки Ользи в околицях Цешина неподалік чесько-польського кордону. Життєдіяльність змії також тісно пов'язана з водою, однак цей вуж не відповзає від неї так далеко, як N. natrix.                                                                                           |            | [ 33 ] [ 34 ] [ 35 ]        |
| Гадюка звичайна (пол. Żmija zygzakowata)          | Vipera berus (Linnaues, 1758)                  | Viperidae  | Squamata   | LC              | Трапляється на всій території Польщі, але дещо більше в її південних частинах. Евритопний вид, який полюбляє як лісові галявини та рідколісся, так і самі ліси, альпійські луки в горах, болота, поля. |            | [ 36 ] [ 37 ] [ 38 ]        |
| Черепаха болотна (пол. Żółw błotny)               | Emys orbicularis (Linnaeus, 1758)              | Emydidae   | Testudines | NT              | Черепаху можна зустріти тільки в національних парках та резерватах, як-от Поліський чи Дравенський національні парки, хоча раніше вона була поширена на всій території країни. Як вказує назва, вона любить прісноводні або солонуваті водойми з мінімальною течією: болота, ставки, озера.                                        |            | [ 39 ] [ 40 ] [ 41 ] [ 42 ] |
| Червоновуха черепаха звичайна (пол. Żółw ozdobny) | Trachemys scripta (Thunberg in Schoepff, 1792) | Emydidae   | Testudines | NA              | Інвазивний вид зі США. У Польщі знахідки черепахи трапляються повсюдно, як наслідок відпуску в дику природу, більше в південних регіонах. Дані щодо репродукції поки що відсутні. Конкурує з E. orbicularis за одні й ті ж біотопи.                                                                                                |            | [ 43 ] [ 44 ]               |